# Зориле
Зориле (рум. Zorile) — село в Оргеевском районе Молдавии. Является административным центром коммуны Зориле, включающей также сёла Инкулец и Окница-Цэрань.

## История
Село Зориле образовано 11 июня 1964 года из населённого пункта центральной усадьбы совхоза «31-я годовщина Октября».

## География
Село расположено на высоте 60 метров над уровнем моря.

## Население
По данным переписи населения 2004 года, в селе Зориле проживает 793 человека (376 мужчин, 417 женщин).
Этнический состав села:
| Национальность | Число жителей | Процентный состав |
| -------------- | ------------- | ----------------- |
| молдаване      | 773           | 97,48             |
| русские        | 7             | 0,88              |
| украинцы       | 4             | 0,5               |
| румыны         | 4             | 0,5               |
| гагаузы        | 1             | 0,13              |
| прочие         | 4             | 0,5               |
| Всего          | 793           | 100 %             |